# Logrești (gmina)
Logrești – gmina w Rumunii, w okręgu Gorj. Obejmuje miejscowości Colțești, Frunza, Logrești-Moșteni, Măru, Popești, Seaca i Târgu Logrești. W 2011 roku liczyła 2731 mieszkańców.